# Felicitas Blangini-Klenze
Felicitas Blangini-Klenze (ur. 10 lipca 1794 w Turynie, zm. 9 listopada 1844 w Monachium) była śpiewaczką na dworze Królestwa Westfalii i w Kasseler Theater, siostrą słynnego wówczas kompozytora i muzyka Felice Blangini i żoną Leo von Klenze.
Dorastała w Paryżu, gdzie uczyła się śpiewu. Od 1810 do 1813 była Kammersängerin na dworze Królestwa Westfalii i w Kasseler Theater, którym kierował jej brat Felix Blangini.
W Kassel poznała swojego przyszłego męża Leo von Klenze i poślubiła go 28 sierpnia 1813 roku.
Wraz z upadkiem Napoleona Bonaparte Felicitas, Leo von Klenze i Felix Blangini uciekli pod koniec października 1813 roku do Monachium. Tutaj Feliks Blangini mógł zwrócić się do króla Maksymiliana I Józefa von Wittelsbacha, gdyż od 1805 roku pełnił funkcję bawarskiego kapelmistrza. Ponadto jego siostra Therese Blangini była od 1804 roku bawarską Kammersängerin i osobistą nauczycielką śpiewu bawarskiej księżniczki Karoliny Badeńskiej, od 1806 roku królowej Bawarii Karoliny.
Ponieważ w Monachium Klenze nie miał perspektyw zawodowych, Felicitas wraz z mężem przenieśli się do Paryża, gdzie 21 lipca 1814 roku urodził się ich pierwszy syn, Hippolyt. Po tym, jak Klenze został zatrudniony jako prywatny architekt bawarskiego księcia Ludwika I, rodzina ostatecznie przeniosła się do Monachium.
Felicitas mieszkała z Leo von Klenze przez następne lata. Zmarła 9 listopada 1844 roku w wieku zaledwie 50 lat i została pochowana obok męża na Starym Cmentarzu Południowym w Monachium.